# Declo
La ville américaine de Declo est située dans le comté de Cassia, dans l’Idaho.

## Histoire
La localité s’est d’abord appelée Marshfield. Son nom actuel date de 1916 et provient de l’amalgame du nom de deux familles de résidents, Dethles et Cloughly.

## Démographie
| 1920 | 1930 | 1940 | 1950 | 1960 | 1970 |
| ---- | ---- | ---- | ---- | ---- | ---- |
| 22   | 196  | 238  | 219  | 237  | 251  |

| 1980 | 1990 | 2000 | 2010 | - | - |
| ---- | ---- | ---- | ---- | - | - |
| 276  | 279  | 338  | 343  | - | - |

Lors du recensement de 2010, sa population s’élevait à 343 habitants.

## Source
- (en) Cet article est partiellement ou en totalité issu de l’article de Wikipédia en anglais intitulé « Declo, Idaho » (voir la liste des auteurs).